# Hammamet
Pour les articles homonymes, voir Hammamet (homonymie).
Hammamet (arabe : حمّامات, Ḥammāmāt, /ħɑmæmɛːt/ ) est une ville tunisienne située au nord-est, sur la côte sud-est du cap Bon, à une soixantaine de kilomètres au sud de Tunis.
Rattachée au gouvernorat de Nabeul, elle constitue une municipalité comptant 73 236 habitants en 2014, et s'étend sur une superficie de 3 600 hectares. Elle forme avec l'agglomération de Nabeul une conurbation bipolaire.
Elle est souvent présentée comme une station balnéaire, l'une des principales du pays. Le développement récent de la marina de Yasmine Hammamet renforce l'importance de l'industrie touristique dans l'économie locale. En effet, réputée depuis la deuxième moitié du XXe siècle, la ville offre aux touristes de longues plages le long du golfe portant son nom.

## Géographie

### Relief

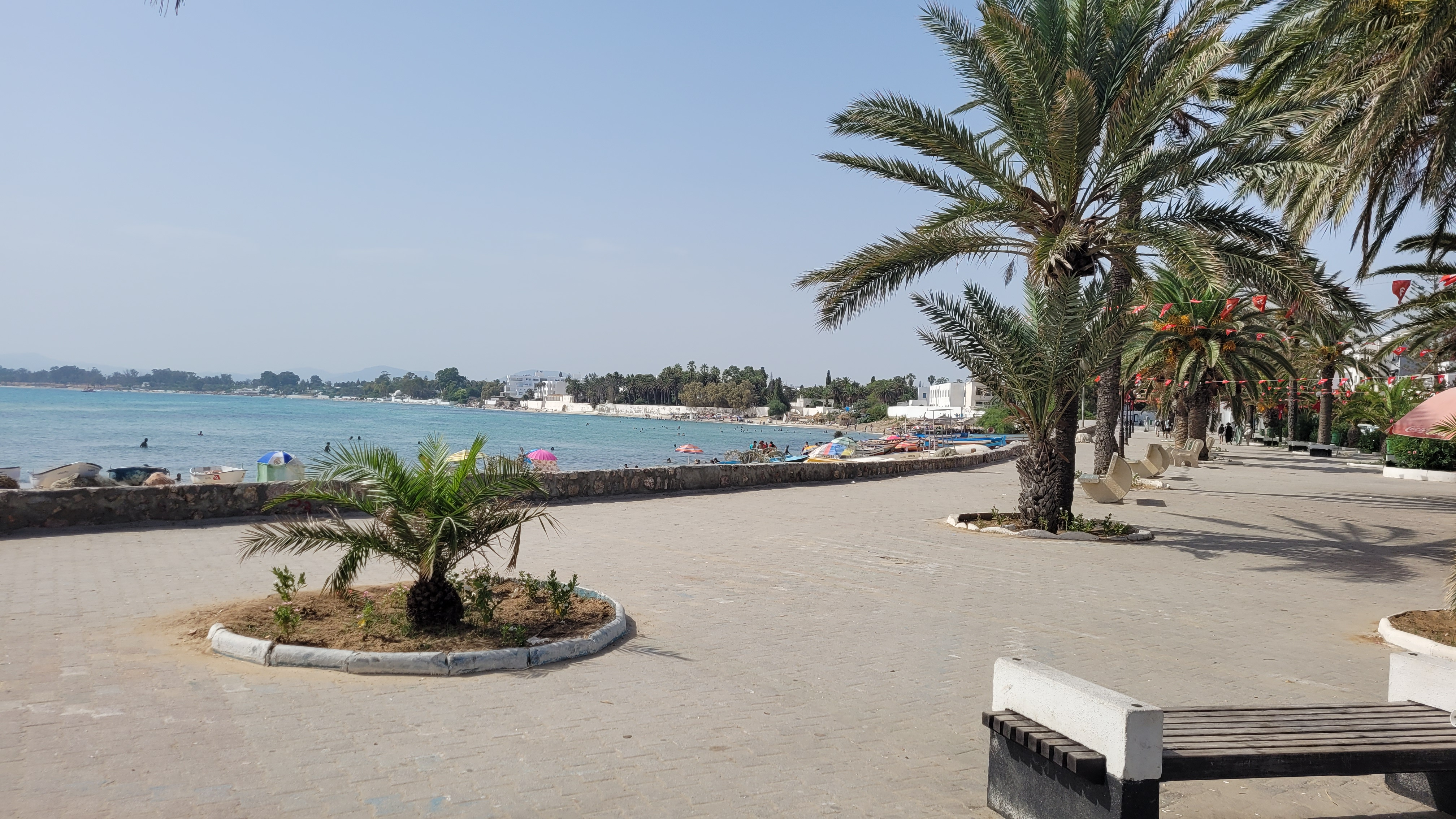
Promenade et plage d'Hammamet.

Le relief local comprend deux petites plaines côtières d'une faible altitude : une large plaine à l'ouest et une plus étroite à l'est. Ces deux plaines se terminent sur la mer par des plages sablonneuses longeant le littoral sur une vingtaine de kilomètres. Au nord-ouest, dans l'arrière-pays, se dressent une série de collines dominant la ville et dont le point culminant ne dépasse guère 250 mètres.

### Agglomération

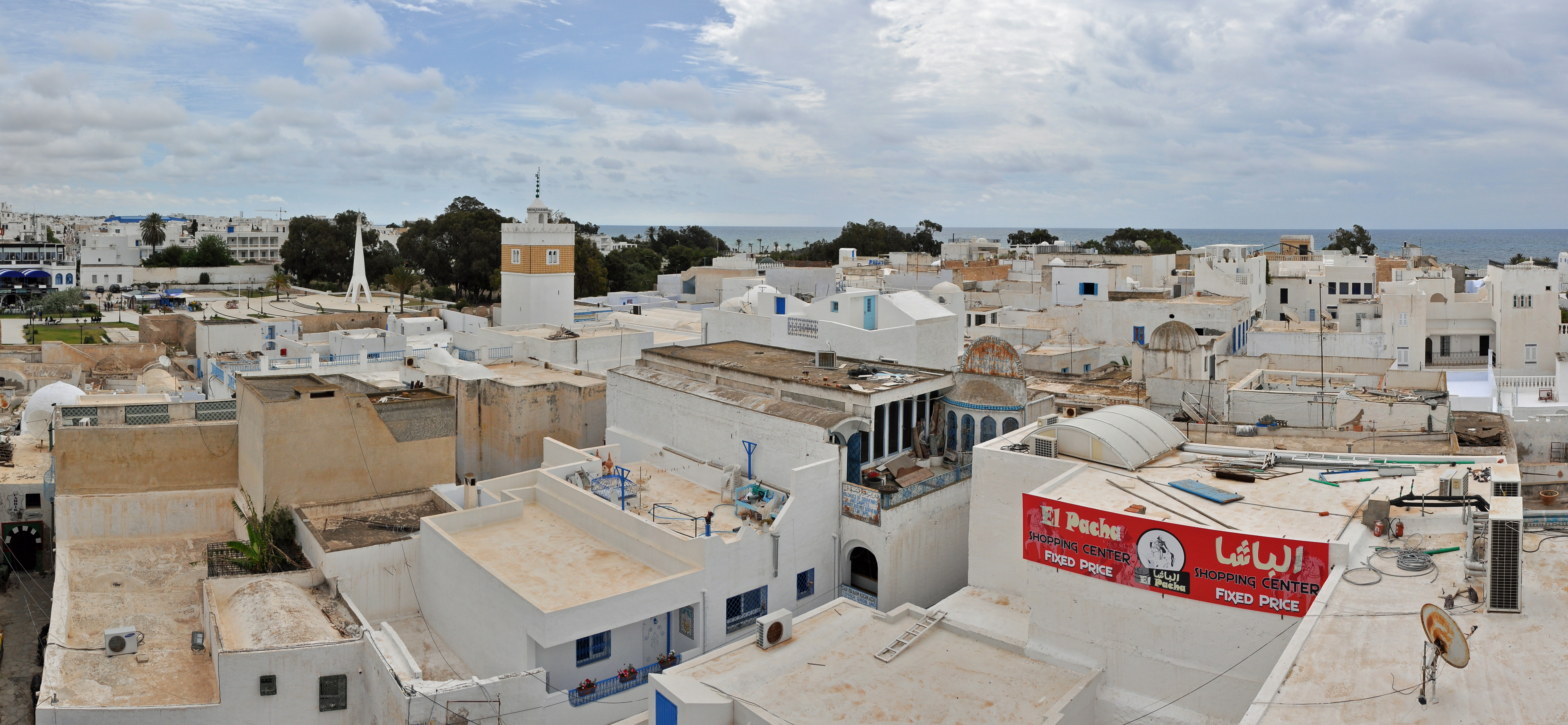
Médina d'Hammamet.

Le noyau d'Hammamet est constitué par sa médina mesurant environ 200 mètres sur 200 mètres. À l'ouest se trouve la kasbah et, au nord, la place des Martyrs où se trouve un monument ressemblant à la tour Eiffel et qui rappelle les martyrs de la guerre d'indépendance ; cette dernière forme le centre du Hammamet moderne. De là partent les deux principaux axes de la ville : l'avenue Habib-Bourguiba et l'avenue de la République. Le centre moderne d'Hammamet, regroupant restaurants et services, se trouve aux environs de ces deux axes.
La zone touristique se divise, à partir du centre, en deux sections. La plus petite et plus ancienne (Hammamet Nord) s'étale vers Nabeul et la plus grande et plus récente (Yasmine Hammamet), située à plusieurs kilomètres à l'ouest, s'étale en direction de Bouficha. À trois kilomètres du centre se trouve un centre culturel (dans l'ancienne villa du milliardaire roumain George Sebastian) qui abrite chaque été le Festival international d'Hammamet.

Ruelles de la médina
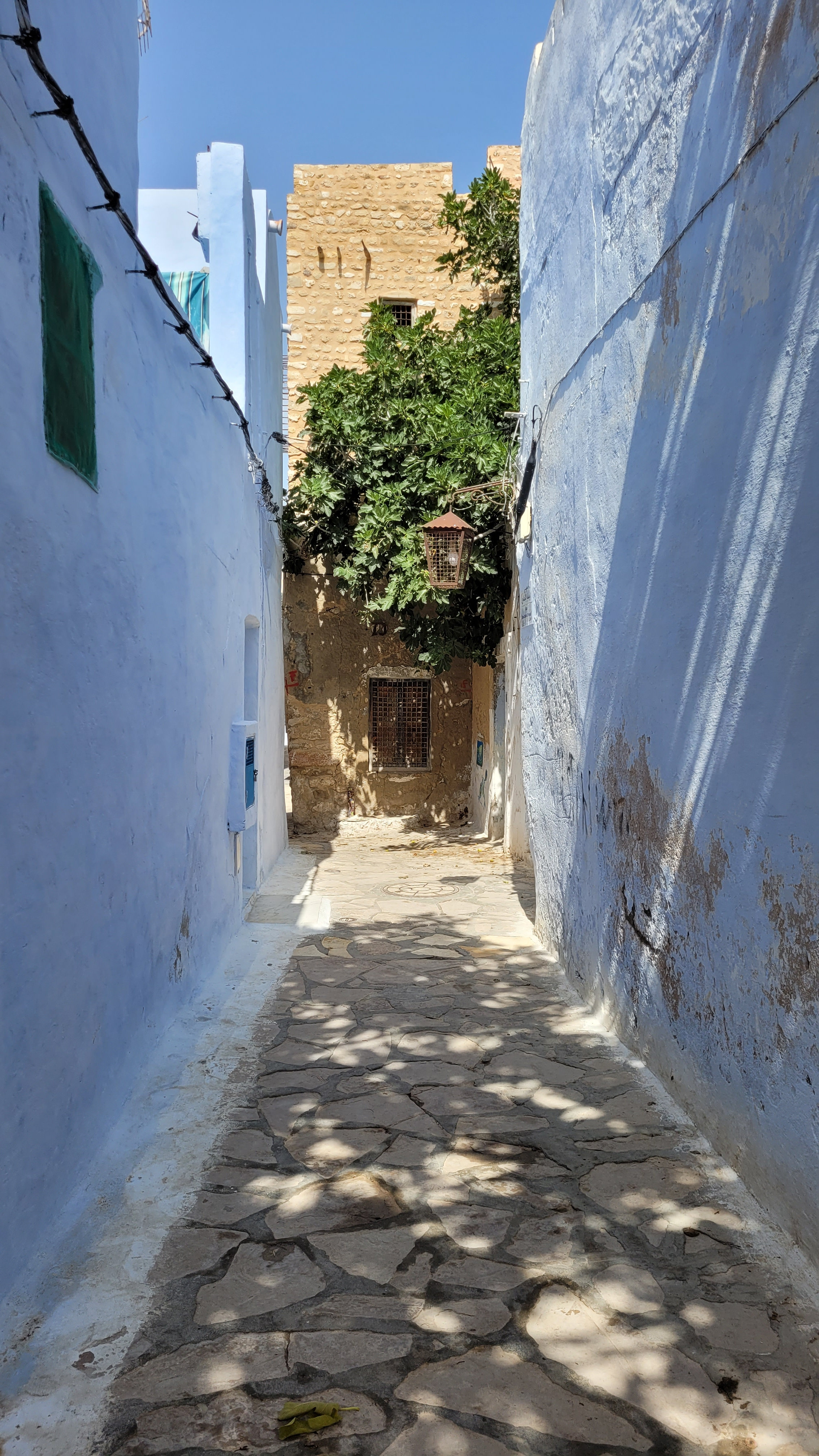
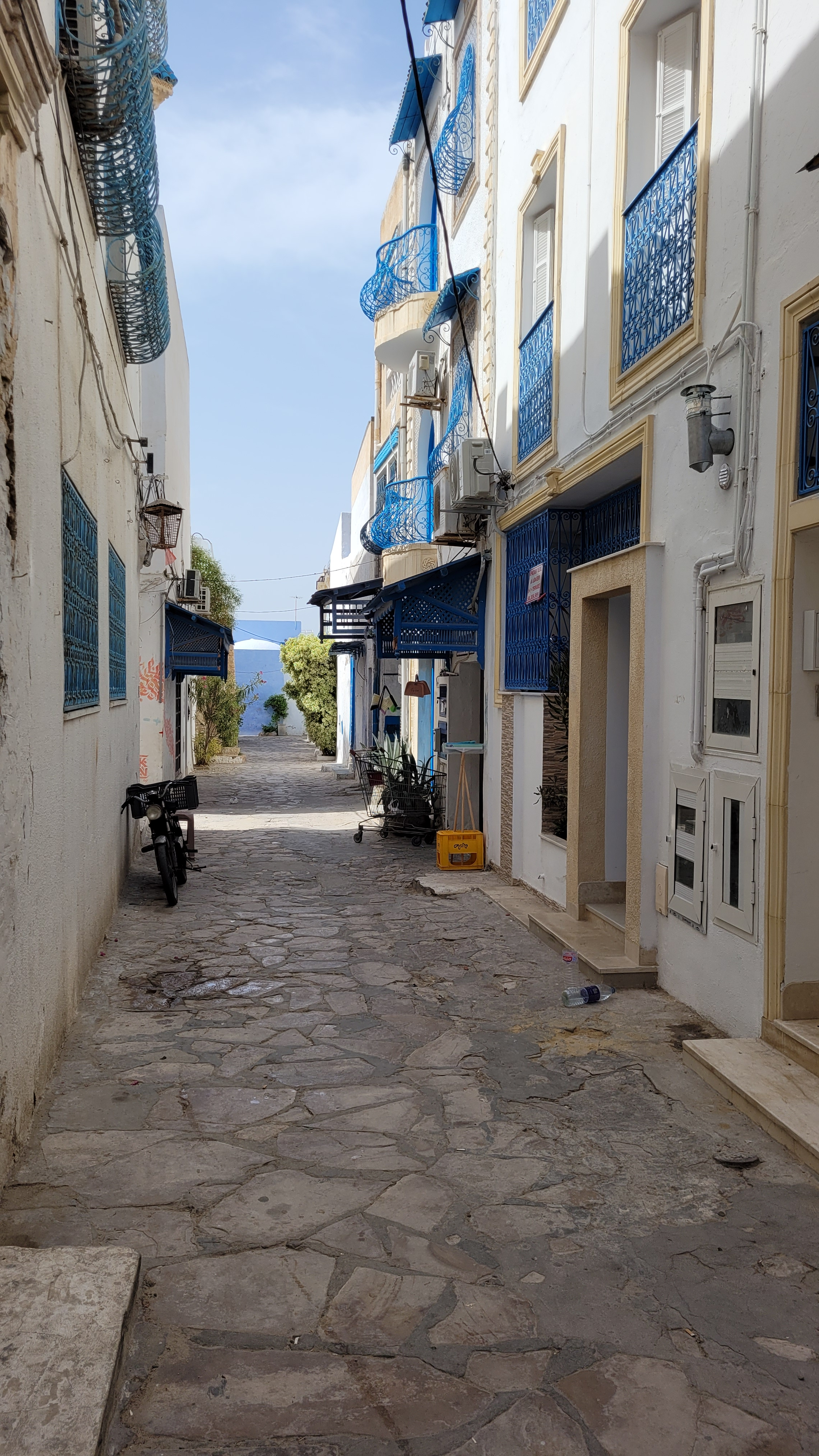
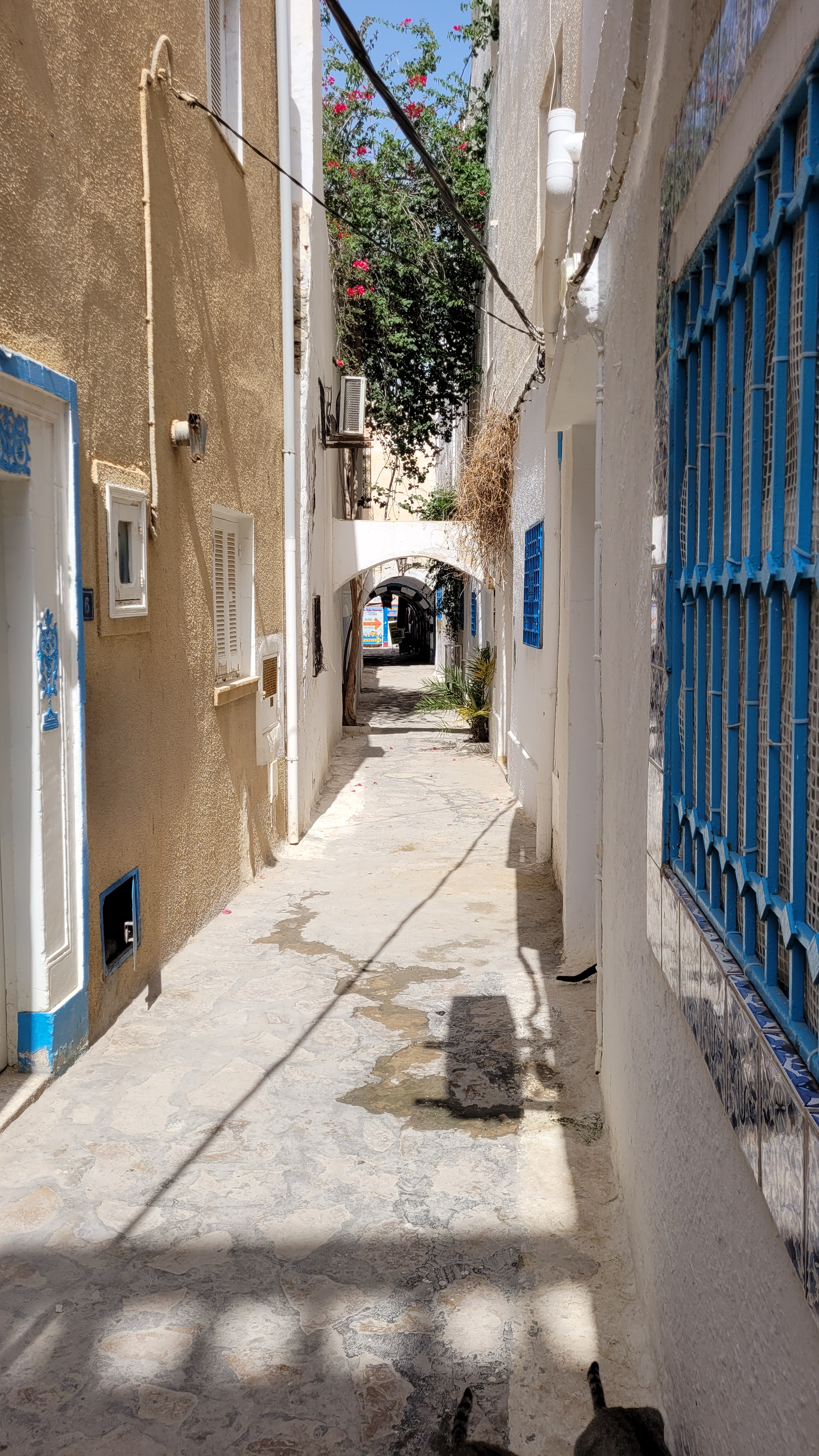
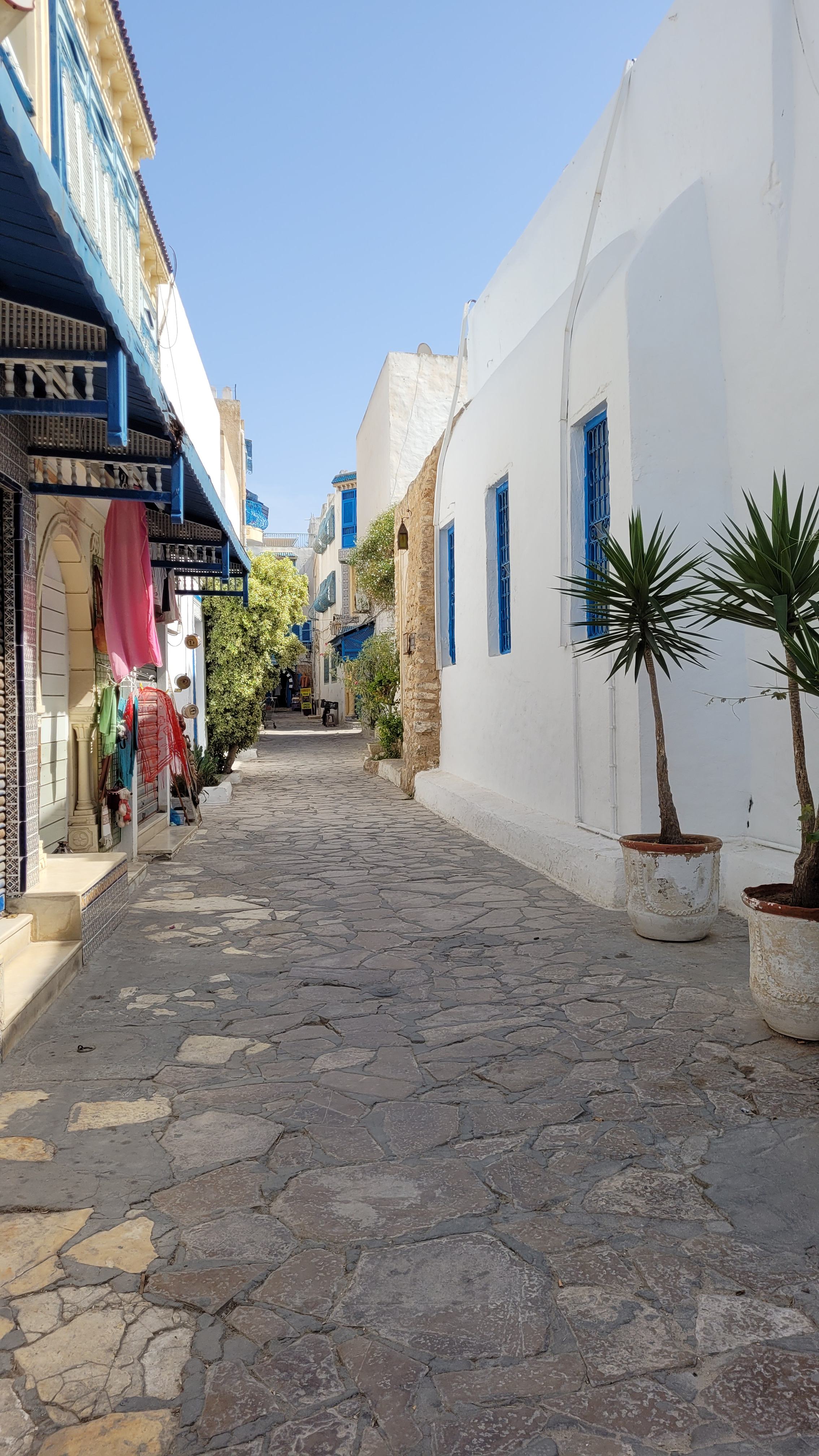

## Histoire

### Antiquité
À l'époque punique, la région ne tarde pas à devenir l'une des parties les plus fertiles du domaine agricole carthaginois. Avec la domination romaine apparaît une agglomération urbaine : Pupput. Sous les Romains, elle connaît un développement remarquable : de simple vicus, elle accède au rang de colonie honoraire (Colonia Aurelia Commoda) sous le règne de l'empereur Commode entre 185 et 192 (dans le cadre de la romanisation de l'Afrique).

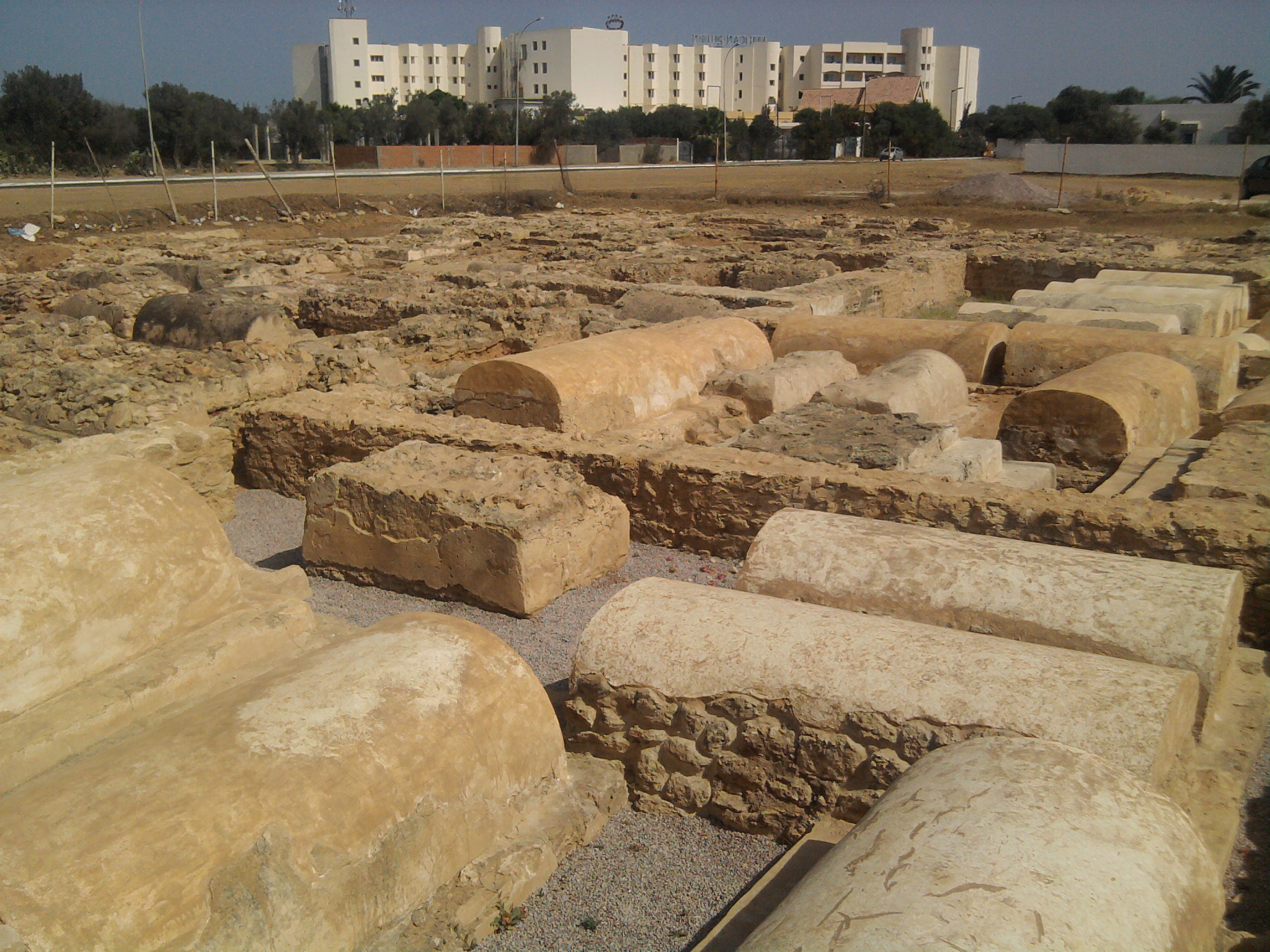
Catacombes sur le site de Pupput.

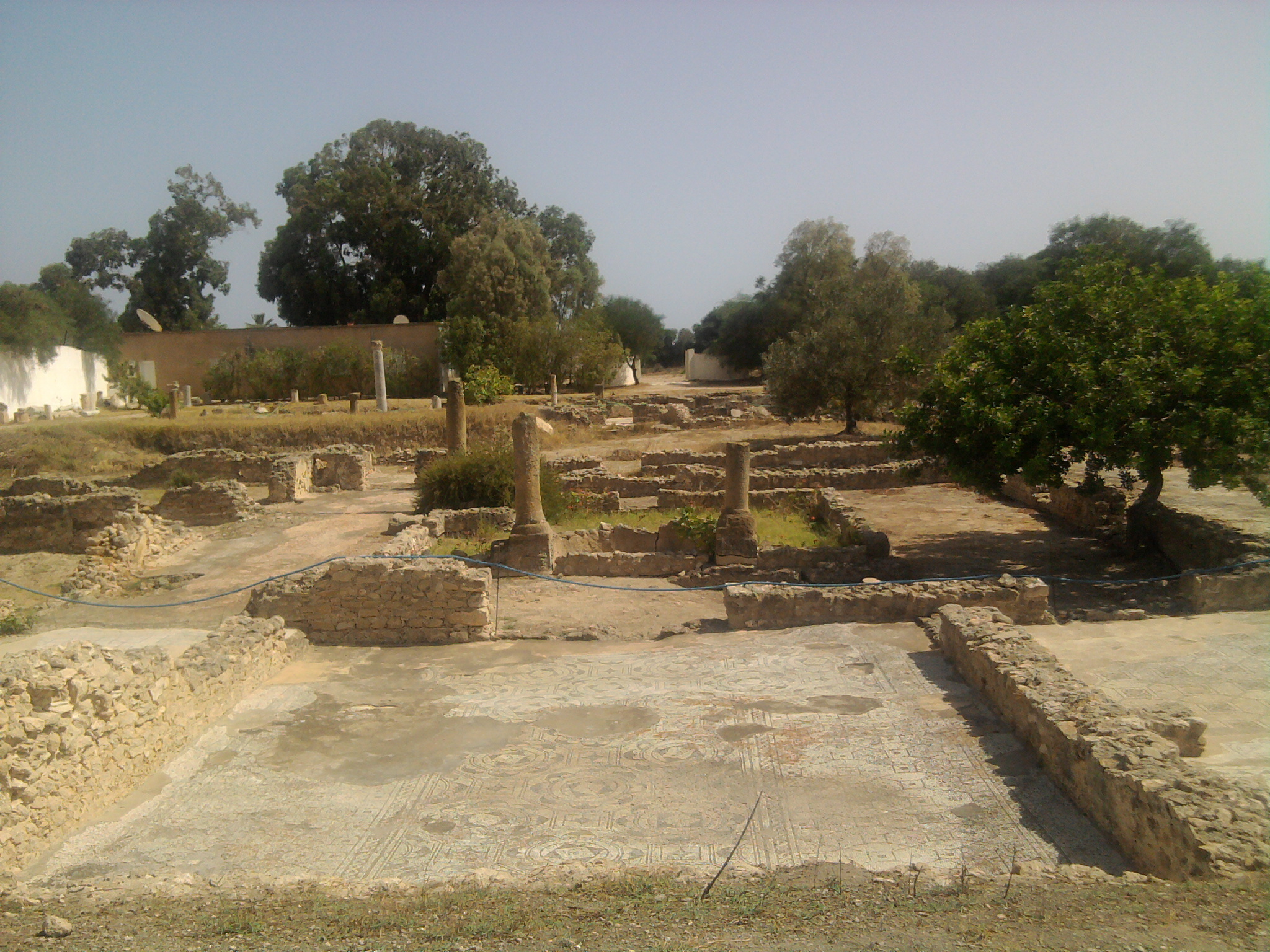
Maison sur le site de Pupput.

Cité de Byzacène, elle se trouve au carrefour de deux axes routiers : l'un relie la côte orientale à la plaine céréalière de Thuburbo Majus et l'autre part de Carthage et longe le littoral jusqu'à Leptis Magna (actuelle Libye). Dès lors, la cité jouit des institutions municipales romaines et se pare des monuments caractéristiques de la cité romaine. Mais « la plus grande partie du site gît désormais sous les fondations des grands hôtels qui envahissent la côte. Les rares vestiges archéologiques sauvegardés par l'Institut national du patrimoine ne peuvent en aucun cas donner une idée, même très approximative, de la topographie générale du site ».
Parmi ces vestiges figurent des adductions d'eau, des réservoirs, des demeures et autres édifices pavés en général de mosaïques mais surtout des thermes romains. Ces derniers justifient le nom actuel de la ville — devenu sous les arabes hammamet qui est le pluriel de hammam — qui correspond à l'utilisation que les Romains en avaient fait depuis l'Antiquité et que poursuivent après eux les habitants successifs. Ils attestent du degré de civilisation que cette cité atteint à son époque. La découverte récente, sur le site de Pupput, de la plus grande nécropole romaine d'Afrique pallie la rareté des textes et éclaire d'un jour nouveau le passé de la cité.

### Moyen Âge
En 678, avec la conquête arabe du cap Bon, Pupput est passée sous silence par les sources arabes : la cité désaffectée tombe en ruines car les Arabes, pour des considérations d'ordre géostratégique, lui préfèrent le site de l'actuelle médina sur un petit cap au nord de Pupput.
Le nom arabe d'Hammamet est mentionné pour la première fois par le géographe arabe Al Idrissi au XIIe siècle dans un ouvrage qu'il aurait composé vers 1154 sur ordre du roi normand Roger II de Sicile. Il la présente comme un fort ou château (ksar) : « Au cap d'El Hammamat se trouve un château édifié sur un promontoire qui s'avance dans la mer à environ un mille ». Ce fort, dont la construction remonterait aux années 893-914 fait partie d'une série de ribats similaires ayant pour rôle de défendre le littoral des razzias. Il est probable qu'Hammamet aurait servi d'avant-poste littoral jusqu'en 1186-1187, date à laquelle la ville est détruite impitoyablement par les Banu Ghaniya venus des îles Baléares. La ville comprenait un important marché d'esclaves, essentiellement chrétiens.

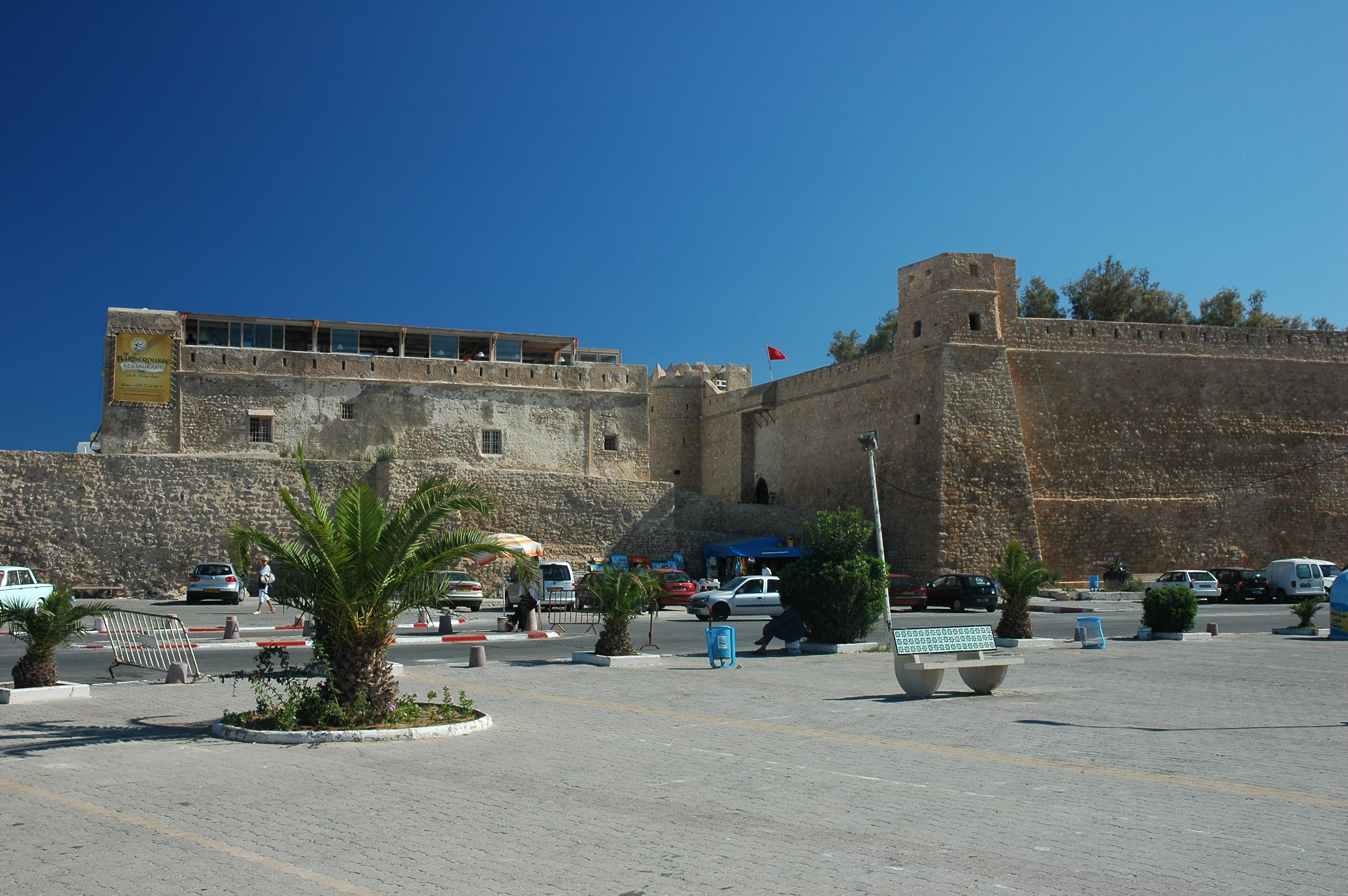
Enceinte de la médina.

Une agglomération urbaine se développe autour de ce fort, avec la fondation d'une partie de la mosquée au XIIe siècle, à une époque critique de l'histoire de l'Ifriqiya, marquée par l'invasion normande, l'invasion hilalienne et l'effondrement de l'État ziride. À partir du XIIIe siècle, il ne s'agit plus d'un fort mais d'une ville. Un voyageur marocain parle, en 1289, de la petite ville d'Hammamet et de ses remparts blanchis à la chaux. Sous les Hafsides, on s'empresse de construire les remparts de la ville — qui auraient été achevés vers le milieu du XIIIe siècle — pour renforcer l'armature défensive du littoral. On ordonne par ailleurs d'achever la construction de la Grande Mosquée d'Hammamet. Les deux monuments, comme tant d'autres, sont construits en matériaux prélevés sur les sites antiques romains des environs. La ville prend alors une certaine importance et devient le lieu de résidence du cadi.
En outre, il semble que la ville connaisse, par moments, une relative prospérité économique qui explique en partie les incursions et les assauts acharnés dont elle fait l'objet tout au long du XIVe siècle de la part des pirates pisans et catalans. Les quelques fortifications et restaurations dont elle bénéficie aux XIVe et XVe siècles, en l'occurrence la consolidation des remparts et l'édification de la kasbah sur l'emplacement d'un fort datant du XIIe siècle, ne peuvent mettre fin à ces incursions et razzias meurtrières.
Au XVIe siècle, son déclin s'accentue : « Elle est habitée, selon Léon l'Africain, par de très pauvres gens. Tous sont pêcheurs, bateliers, charbonniers et blanchisseurs de toiles. Cette ville est tellement imposée par les rois [hafsides] ibériques que les pauvres gens sont presque mendiants ». Proie tentante, elle souffre désormais des rivalités de deux nouveaux maîtres de la Méditerranée : les Espagnols et les Ottomans. Ces derniers finissent par s'imposer : la ville est conquise et la population subit des atrocités de la part des Hafsides en raison de sa neutralité dans la rivalité hispano-turque.

### Époque moderne

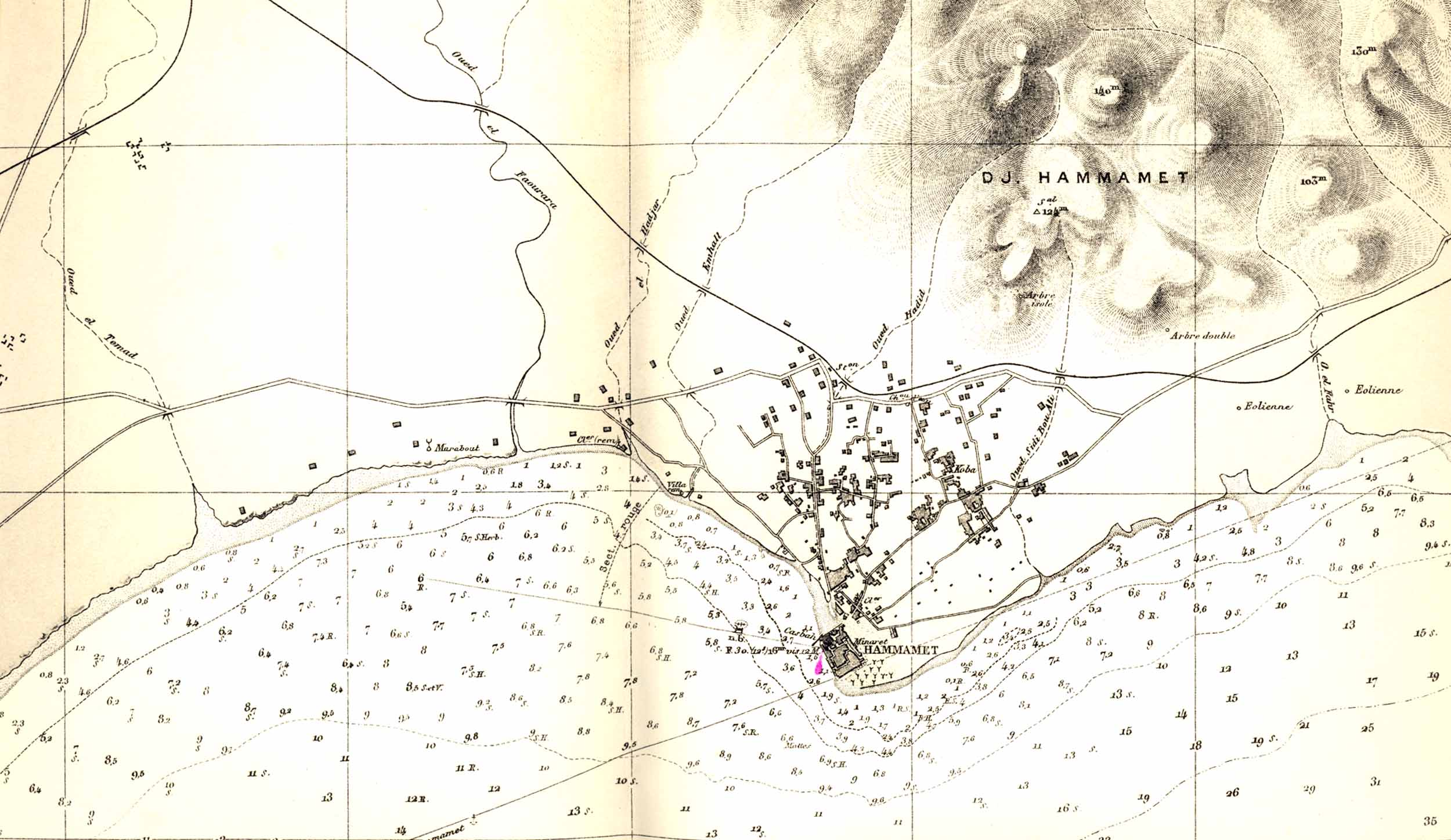
Hammamet et son golfe en 1883 avec une mise à jour des voies de communication et points remarquables en 1954.

À la suite de la conquête de 1574, la ville est colonisée par les Ottomans. Les janissaires s'installent dans la kasbah et le nombre d'Ottomans s'accroît régulièrement. Face à cette minorité privilégiée, la population hammamétoise est reléguée au second plan. Mais ce phénomène ne dure pas car les Ottomans subissent profondément l'influence de la population autochtone et sont vite assimilés : l'apparition des Kouloughlis, issus d'unions entre Ottomans et de femmes du pays, est à l'origine de cette assimilation. Hammamet souffre également de la concurrence entre les États chrétiens et les régences barbaresques : celle-ci fait l'objet de deux razzias célèbres opérées par la flotte de l'ordre de Saint-Jean de Jérusalem (en 1602 et 1605). Ainsi, la première expédition est un succès pour les chevaliers mais la population prend sa revanche lors de la deuxième expédition qui est un échec retentissant pour l'Ordre. Depuis, le nom d'Hammamet, défiguré dans les langues latines en Maometta, Mahomette et même Emmamette, devient célèbre en Europe occidentale. Avec l'afflux de réfugiés andalous chassés d'Espagne au début du XVIIe siècle, l'agriculture maraîchère et l'arboriculture connaissent une relance remarquable au cours des XVIIe et XVIIIe siècles. Hussein Ier Bey, fondateur de la dynastie husseinite, visite la ville en 1727 et ordonne la construction d'une nouvelle mosquée et la restauration de la Grande Mosquée et des remparts de la médina.
Sous Hammouda Pacha, l'artisanat textile connaît un essor remarquable. Mais le XIXe siècle est une période de difficultés au cours de laquelle la population devient de plus en plus victime de la ponction fiscale des beys et de la pression européenne.

### Époque contemporaine
En 1881, la ville est conquise sans grande résistance par la Compagnie franche de Tunisie placée sous les ordres du commandant Désiré Bordier. Venu conquérir Hammamet, Bordier est conquis à son tour par la magie des lieux et y fixe sa résidence et sa dernière demeure. Désormais, la ville se modernise : la médina avec ses différents pôles et structures se marginalise progressivement au profit d'un nouveau noyau urbain extra-muros moderne et fonctionnel. Avec le protectorat français, la ville inaugure plusieurs commodités urbaines : chemin de fer (1899), électricité, téléphone, école française, paroisse catholique (1884), etc. Avec la création de la municipalité le 19 novembre 1942, d'autres commodités sont introduites. Célèbre pour ses citrons, Hammamet demeure jusqu'en 1930, avec Nabeul, la première zone agrumicole du pays, grâce aux techniques modernes amenées par les Français.

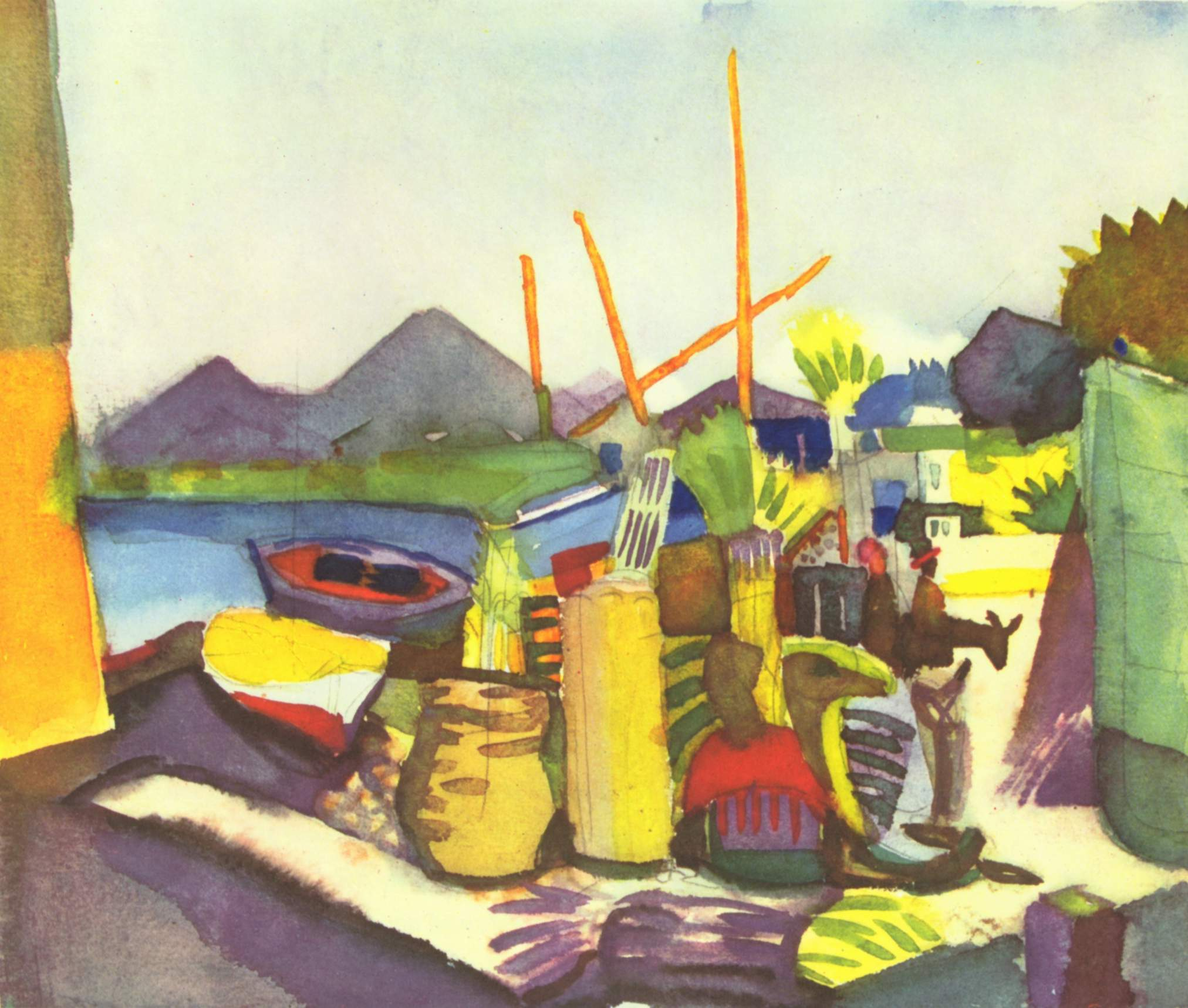
Aquarelle de Macke (1914).

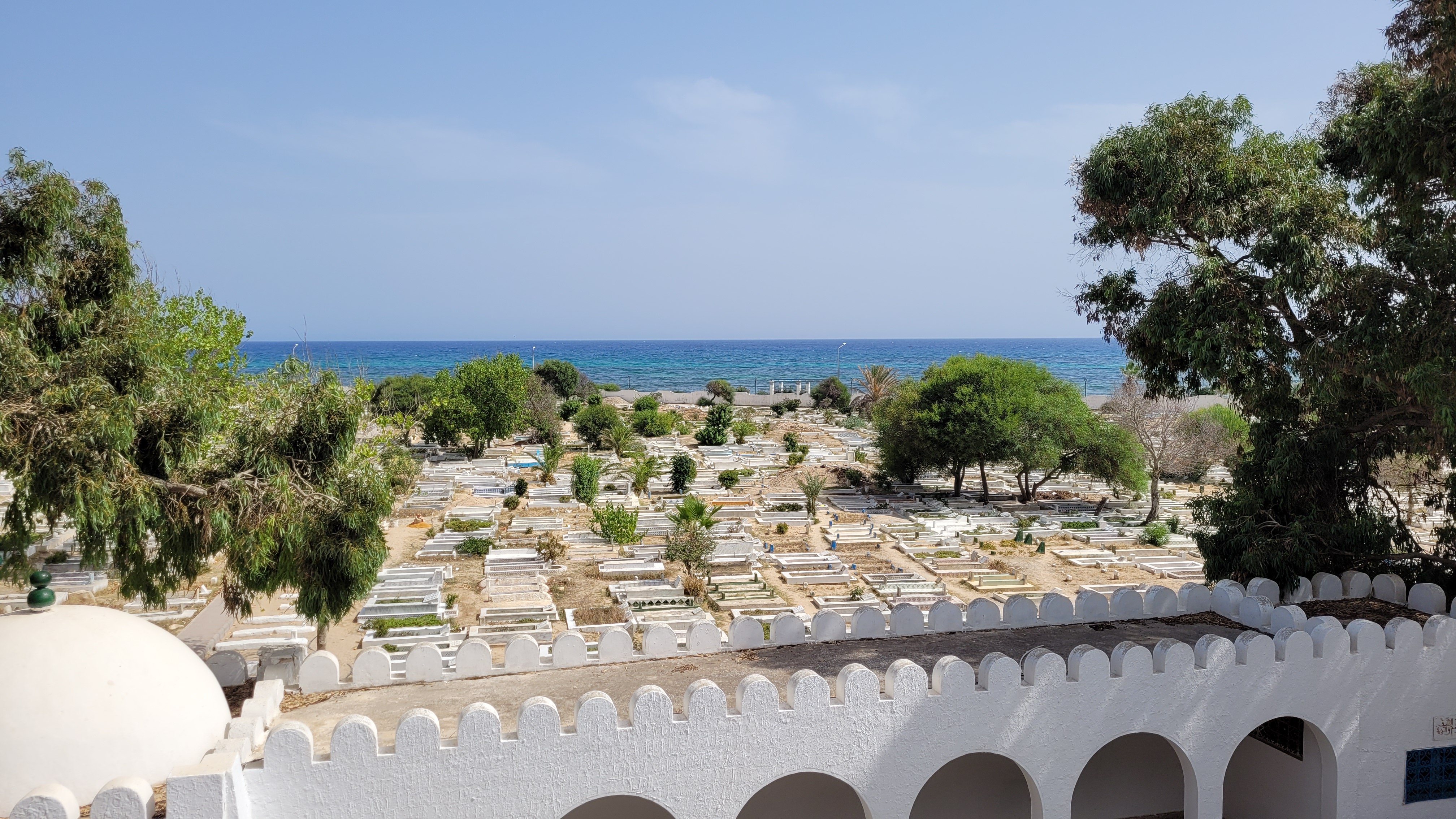
Cimetière d'Hammamet.

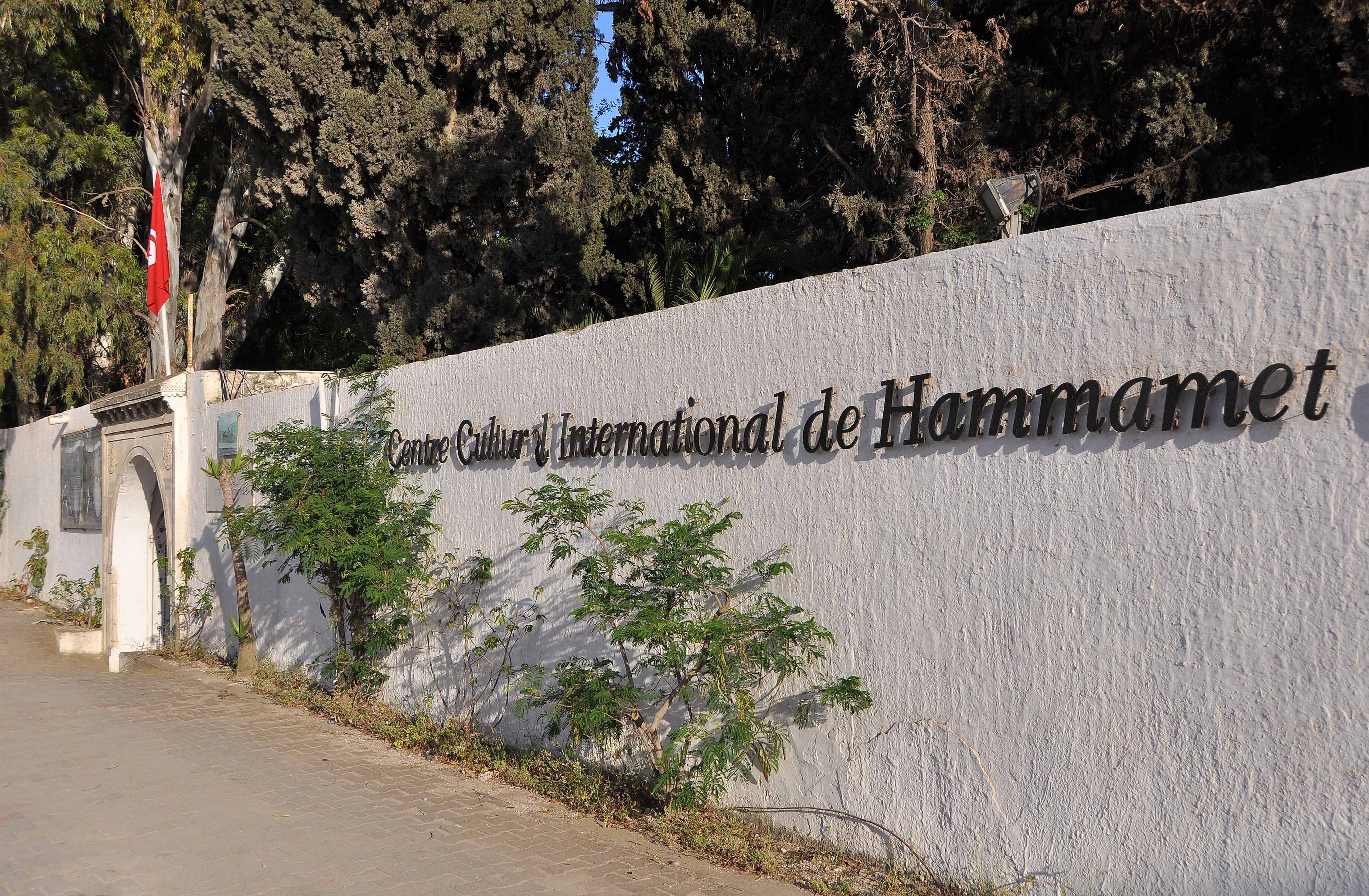
Centre culturel international d'Hammamet.

De nombreux écrivains-voyageurs en quête essentiellement d'exotisme et de pittoresque décrivent et chantent la beauté d'Hammamet par l'image et le texte, contribuant ainsi à la renommée de la ville. Dès lors, Hammamet devient une station de villégiature hivernale fort prisée et déjà assez fréquentée au début du XXe siècle. Le grand peintre Paul Klee, lors de son passage à Hammamet en 1914, est ébloui par sa lumière, ses couleurs, et ses formes. En la découvrant, il écrit : « J'ai compris en découvrant cette petite bourgade de pêcheurs que l'art ne rend pas le visible mais qu'il rend visible ».
Avant la Première Guerre mondiale, August Macke, Gustave Flaubert, Guy de Maupassant, André Gide et Oscar Wilde sont également séduits par la ville. À la suite du krach de Wall Street en 1929, un milliardaire roumain, Georges Sebastian, découvre Hammamet et s'y fait construire une villa de rêve. Il y invite ses amis. Séduits par le charme de l'endroit, certains acquièrent de petites maisons dans la médina et les transforment à leur goût alors que d'autres préfèrent construire à la campagne de somptueuses villas imitant le style arabo-musulman de la villa Sebastian.
Hammamet attire alors d'autres célébrités tels Jean Cocteau, Wallis Simpson et le duc de Windsor. La Seconde Guerre mondiale met à dure épreuve la population hammamétoise. Le palais de Sebastian est réquisitionné en 1943 par le maréchal Rommel qui y installe son quartier général. Durant la guerre, d'autres célébrités de passage fréquentent les lieux tels Winston Churchill, les généraux Von Arnim, Montgomery et Eisenhower et le roi George VI.
Après la guerre, Hammamet redevient un havre de paix et accueille de temps à autre des hôtes prestigieux tels Bettino Craxi, Sophia Loren, Adamo ou Frédéric Mitterrand. Hammamet devient ainsi une véritable ville cosmopolite préparant les conditions du développement touristique après l'indépendance (1956). Quant à Sebastian, ne souhaitant pas revenir dans sa maison, il la vend à l'État tunisien en 1962. Celui-ci la transforme en centre culturel, dont le théâtre en plein air, ajouté à l'intérieur des jardins de la villa en 1964, accueille chaque été le Festival international d'Hammamet, le second de Tunisie après celui de Carthage.

## Jumelages
La ville d'Hammamet a développé des relations de coopération avec plusieurs villes via l'établissement de relations de jumelage :
- Aqaba (Jordanie) depuis le 8 mai 1981
- Nevers (France) depuis le 27 janvier 1985

## Dans la fiction
- Le roman L'Empreinte du faux de Patricia Highsmith, publié en 1969, se déroule à Hammamet.